# Helianthus giganteus
Helianthus giganteus — вид квіткових рослин з родини айстрових (Asteraceae).

## Біоморфологічна характеристика
Це багаторічник 100–400 см (кореневищні). Стебла (зазвичай червонуваті) прямовисні, запушені. Листки стеблові; переважно чергуються; листкові ніжки 0–1.2 см (війчасті); листкові пластинки від ланцетних до ланцетно-яйцеподібних, 7–20 × 1.2–3.5 см, поверхні шершаві, абаксіально шорсткі чи ± волосяні, іноді вкраплені залозами; краї від зубчастих до майже суцільних. Квіткових голів 1–12. Променеві квітки 12–20; пластинки (часто блідо-жовті) 15–25 мм. Дискові квітки 60+; віночки 5–6 мм, частки жовті; пиляки темно-коричневі чи чорні. Ципсели 3–4 мм, голі. 2n = 34. Цвітіння: пізнє літо — осінь.

## Умови зростання
Канада (Квебек, Онтаріо, Нью-Брансвік, Нова Шотландія); США (Вісконсин, Західна Вірджинія, Вірджинія, Вермонт, Теннессі, Південна Кароліна, Айова, Індіана, Іллінойс, Джорджія, Округ Колумбія, Делавер, Коннектикут, Кентуккі, Мен, Мериленд, Массачусетс, Мічиган, Міннесота, Міссісіпі, Нью-Джерсі, Нью-Йорк, Північна Кароліна, Огайо, Пенсильванія, Канзас). Населяє зазвичай вологі, відкриті ділянки; 10–600+ метрів.

## Значущість
Helianthus giganteus є третинним диким родичем культивованого соняшнику H. annuus і вже використовувався для надання генів відновлення фертильності та цитоплазматичної чоловічої стерильності культивованого соняшнику. Крім того, рід Helianthus приваблює велику кількість місцевих бджіл.